# Seznam chaldejských patriarchů bagdádských
Patriarchát chaldejské katolické církve byl ustanoven papežem Juliem III. v roce 1553 jako Patriarchát katolické církve chaldejského ritu.

## "Simonští" patriarchové (1553–1562)
Tito patriarchové sídlili v různých městech: Amida čili Diyarbakır (1553–1555), Seert (1555–1580), Salmas (1580–1625 o 1638) a Orumíje (1625 nebo 1638–1662).
- Shimun VIII. Sulaqa (1553 potvrzen – 1555 zavražděn)
- Audishu IV. Maroun (1562 potvrzen – 1570 zemřel)
- Yau-Alaha V. Shimun (1567 nebo 1578 zvolen – 1579 nebo 1580 zemřel)
- Shimun IX. Denha (16. června 1581 potvrzen – 1600 zemřel)
- Shimun X. (1600 zvolen – 1638 zemřel)
- Shimun XI. (1638 zvolen – 1656 zemřel)
- Shimun XII. (1656 zvolen – 1662 zemřel)

V roce 1662 nově zvolený patriarcha Mar Shimun XIII. Denha přerušil společenství s Římem.

## Patriarchové po obnovení společenství s Římem (od r. 1681)
- Yosep I. (1681 jmenován – 1695 rezignoval)
- Yosep II. Bet Ma'aruf (1696 potvrzen – 1713 zemřel)
- Yosep III. Maraugin (1714 potvrzen – 1757 nebo 1759 zemřel)
- Yosep IV. Hindi (1759 potvrzen – 1781 rezignoval)
- apoštolský administrátor Yosep V. Hindi (1781–1828 zemřel)
- Yukhannan VIII. Hormizd (1830 jmenován – 1838 zemřel)
- Nikolas I. Eshaya (1838 jmenován- 1847 rezignoval)
- Yosep VI. Audo (1848 potvrzen – 1878 zemřel)
- Pierre Eliyya Abo-Alyonan (1879 potvrzen – 1894 zemřel)
- Audishu V. Khayyat (1895 potvrzen – 1899 zemřel)
- Yosep Emmanuel II. Thoma (1900 potvrzen – 1947 zemřel)
- Yosep VII. Ghanima (1948 potvrzen – 1958 zemřel)
- Paul II. Cheikho (1958 zvolen – 1989 zemřel)
- Raphaël I. Bidawid 1989 zvolen – 2003 zemřel)
- kardinál Emmanuel III. Delly (3. prosince 2003 zvolen – 19. prosince 2012 rezignoval)
- kardinál Louis Sako (zvolen 28. ledna 2013)[1]